# .yu
.yu là tên miền quốc gia cấp cao nhất (ccTLD) được gán cho Nam Tư.
Tên miền.yu do Hiệp hội YUNET, một tổ chức đặt tại Khoa Kỹ thuật Điện tử trường Đại học Belgrade, quản lý. ICANN đã giải quyết bằng cách cho.yu hoạt động tạm thời dưới Cơ quan đăng ký tên miền Internet Quốc gia của Serbia, nhà điều hành của tên miền mới .rs, trong bước chuyển đổi.
Nó là một số ít ccTLD không tương ứng với mã hai ký tự ISO 3166-1. Mã YU được thay thế bằng CS vào tháng 7 năm 2003 cùng với sự thay đổi của Liên bang Nam Tư thành Serbia và Montenegro vào tháng 2 năm 2003. Tên miền .cs được để dành cho Serbia và Montenegro sau khi thay tên vào tháng 2 năm 2003, nhưng nó chưa bao giờ được dùng thực sự.
Vào tháng 9 năm 2006, ISO đề xuất .rs cho Serbia và .me cho Montenegro. Vào ngày 26 tháng 9 năm 2006 Cục Bảo trì ISO 3166 đã đồng ý đổi mã ISO 3166-1 Alpha-2 CS thành RS.

## Lịch sử
Tên miền cấp cao nhất.yu ban đầu được gán cho Liên bang Cộng hòa xã hội Chủ nghĩa Nam Tư, trong thời gian dự án chính phủ cho phát triển công nghệ khoa học-ký thuật (SNTIJ). Cơ quan đăng ký chính thức là Đại học Maribor và Viện Jožef Stefan, có trụ sở tại Slovenia.
Sau khi Chiến tranh Nam Tư bùng nổ, Liên bang CHXHCN Nam Tư tan rã và Cộng hòa Liên bang Nam Tư được thành lập, nhưng dưới sự đồng ý của quốc tế vào thời gian đó. Cơ quan đăng ký tên miền.yu được bỏ lại cho Slovenia, và tên miền trở thành vấn đề kế thừa khi người Slovenia không đồng ý chuyển tên miền chho Đại học Belgrade ở Serbia.
Vào năm 1994, IANA cuối cùng cũng chấp thuận rằng tên miền nên được chuyển giao cho Nam Tư mới.
Nam Tư đã đổi tên thành Serbia và Montenegro vào tháng 2 năm 2003, và tan rã vào tháng 7 năm 2006.

## Việc sử dụng têm miền.yu
Tất cả tên miền dưới.yu đều được để dành cho pháp nhân. Tên miền cấp cao nhất được để dành cho cơ quan liên bang và cơ quan chính quyền chính thức, cũng như nhà cung cấp dịch vụ Internet. Nhà thờ chính thống Serbia cũng được phép dùng tên miền.yu.

### Tên miền cấp 2
- Tổ chức học thuật, .ac.yu.
- Tổ chức giáo dục, .edu.yu.
- Tổ chức độc lập, .org.yu.
- Công ty, .co.yu do.
- Chính phủ, .gov.yu.

Các trang web Montenegro thường dùng tên miền con .cg.yu được cung cấp miễn phí cho khách hàng của ISP Montenegro đã đăng ký tên miền, khiến cho nó là một lựa chọn phổ biến cho những ai không được phép đăng ký tên miền cho trang web của họ.